# Nicky Adler
Nicky Adler (nascut el 23 de maig de 1985 a Leipzig) és un exfutbolista alemany.